# Chorwacja na Mistrzostwach Świata w Lekkoatletyce 2009

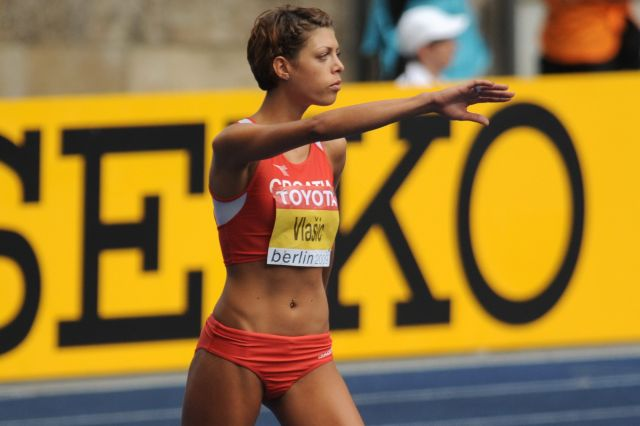
Blanka Vlašić – jedyna medalistka z Chorwacji

Chorwacja na Mistrzostwach Świata w Lekkoatletyce 2009 reprezentowana była przez 5 zawodników – 3 kobiety i 2 mężczyzn. Jedyny medal zdobyła Blanka Vlašić – złoto w skoku wzwyż kobiet.

## Wyniki reprezentantów Chorwacji

### Mężczyźni

#### Pchnięcie kulą
Nedžad Mulabegović - 14. miejsce w kwalifikacji - 19,15 m

#### Rzut młotem
András Haklits - 7. miejsce w finale - 76,39 m

### Kobiety

#### Skok wzwyż
Blanka Vlašić -  1. miejsce w finale - 2,04 m

#### Rzut dyskiem
Sandra Perković - 9. miejsce w finale - 60,77 m
Vera Begić - 24. miejsce w kwalifikacjach - 58,25 m